# Norwegian Dawn
Norwegian Dawn – wycieczkowy statek pasażerski należący do floty Norwegian Cruise Line. Został zbudowany w stoczni Meyer Werft w niemieckim Papenburg. Przekazanie inwestorowi do użytkowania odbyło się 3 grudnia 2002 w holenderskim Eemshaven. Ceremonia nadania imienia odbyła się 16 grudnia 2002 w Nowym Jorku, a matką chrzestną jest amerykańska aktorka Kim Cattrall.

## Trasy rejsów (2014/15)
W okresie letnim Norwegian Dawn najczęściej wypływa z Bostonu na Bermudy, lub do kanadyjskiego Quebec, natomiast w okresie zimowym wypływa z Nowego Orleanu na Karaiby.

## Galeria

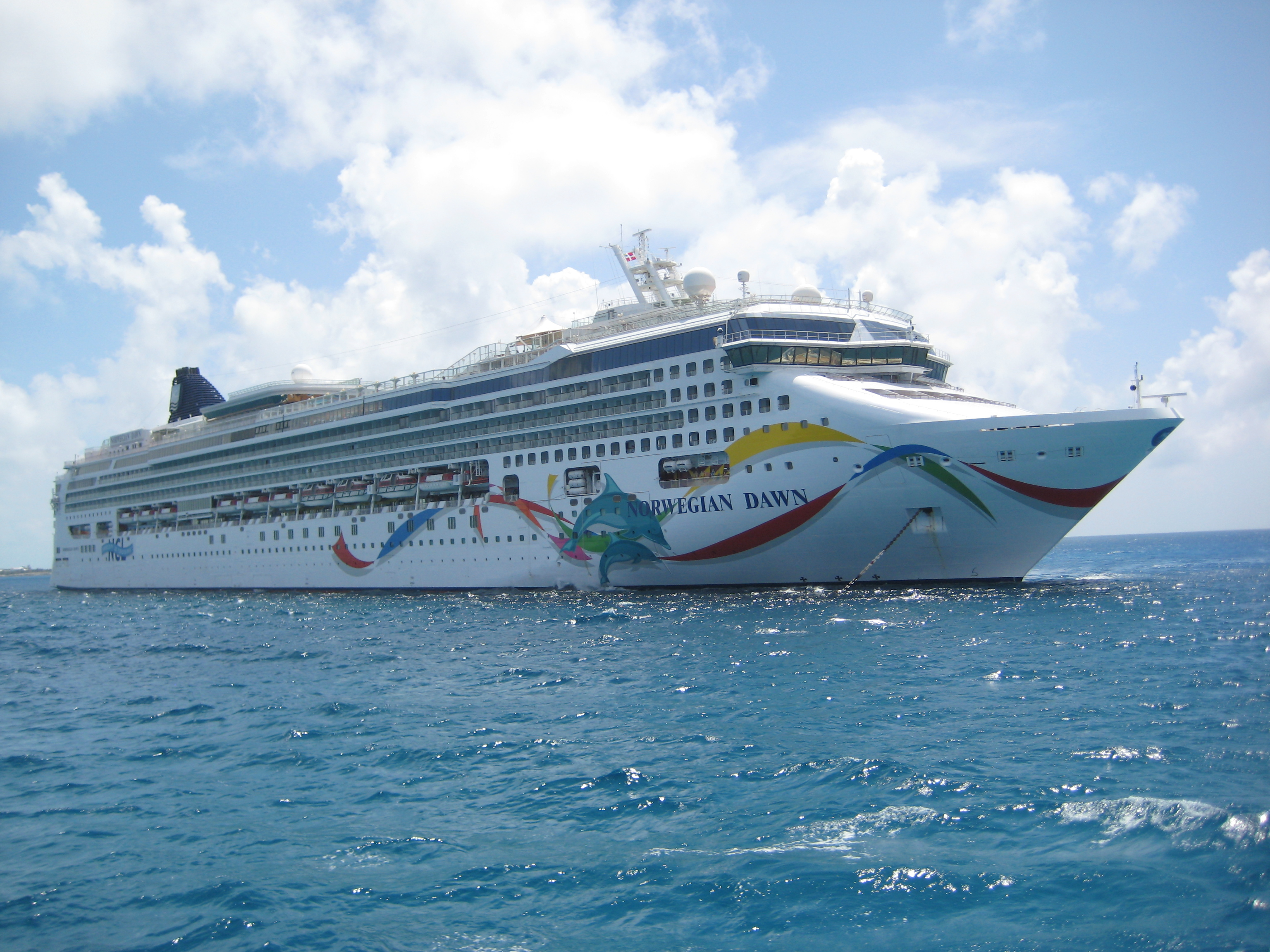
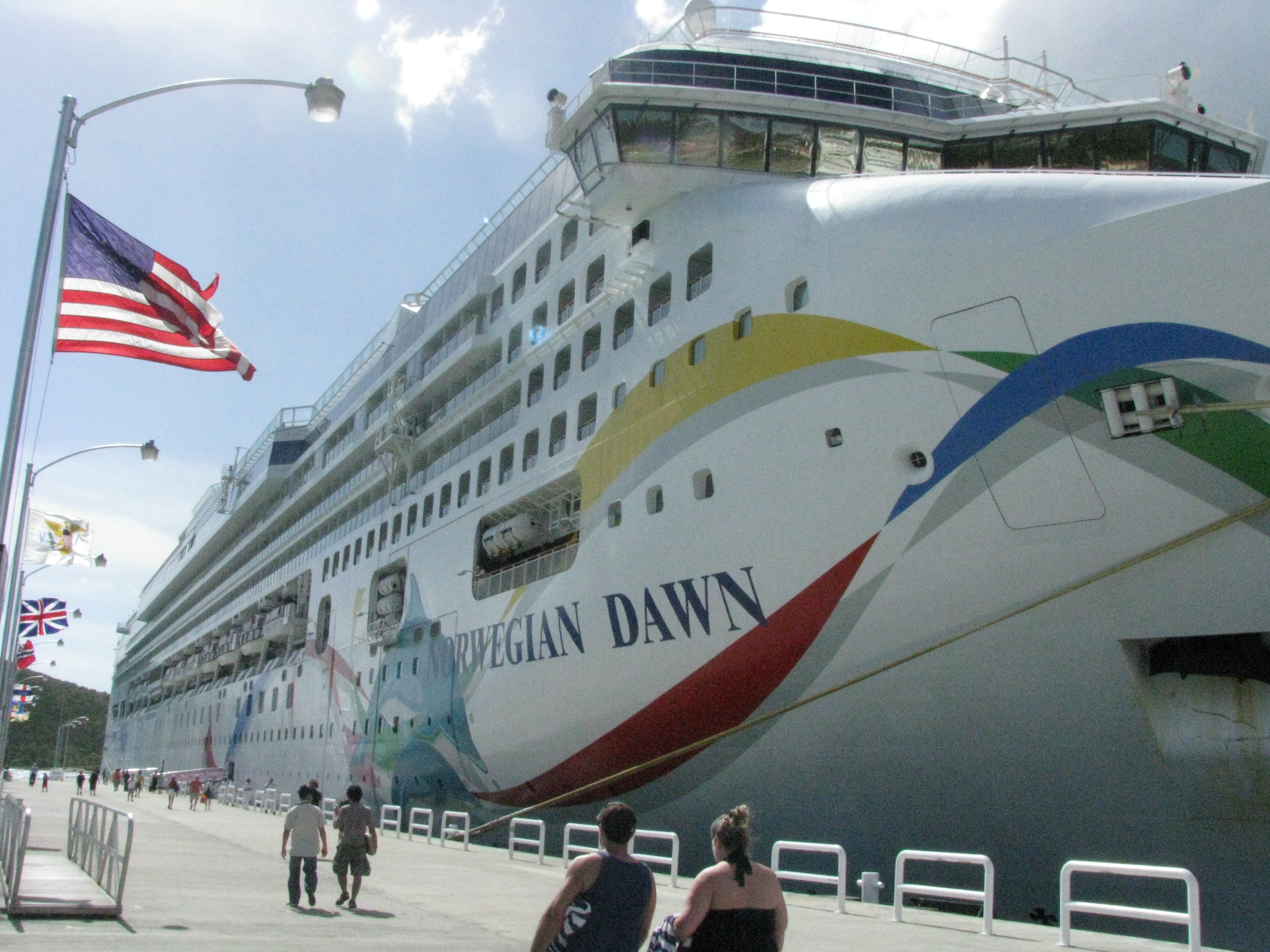
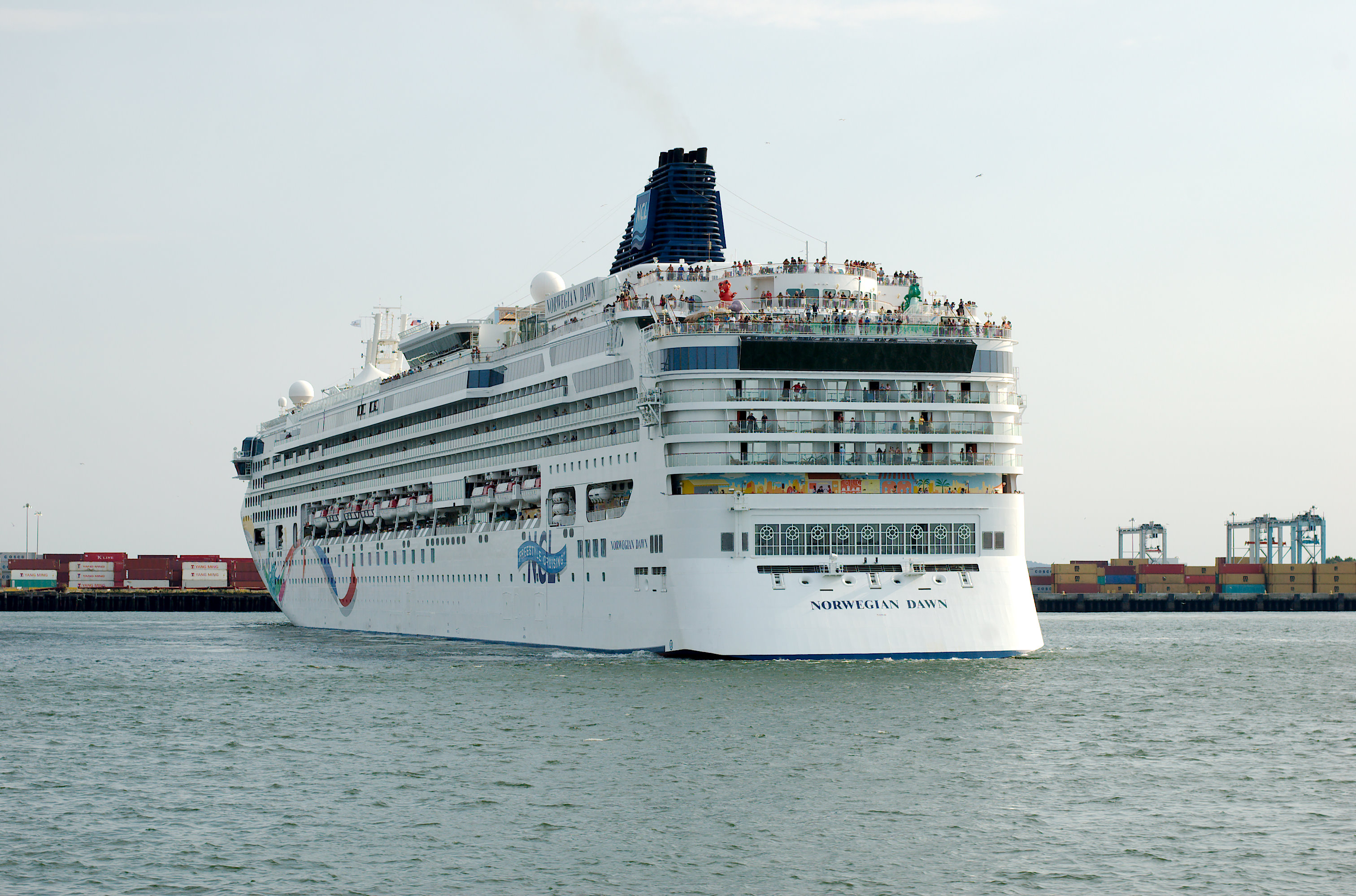
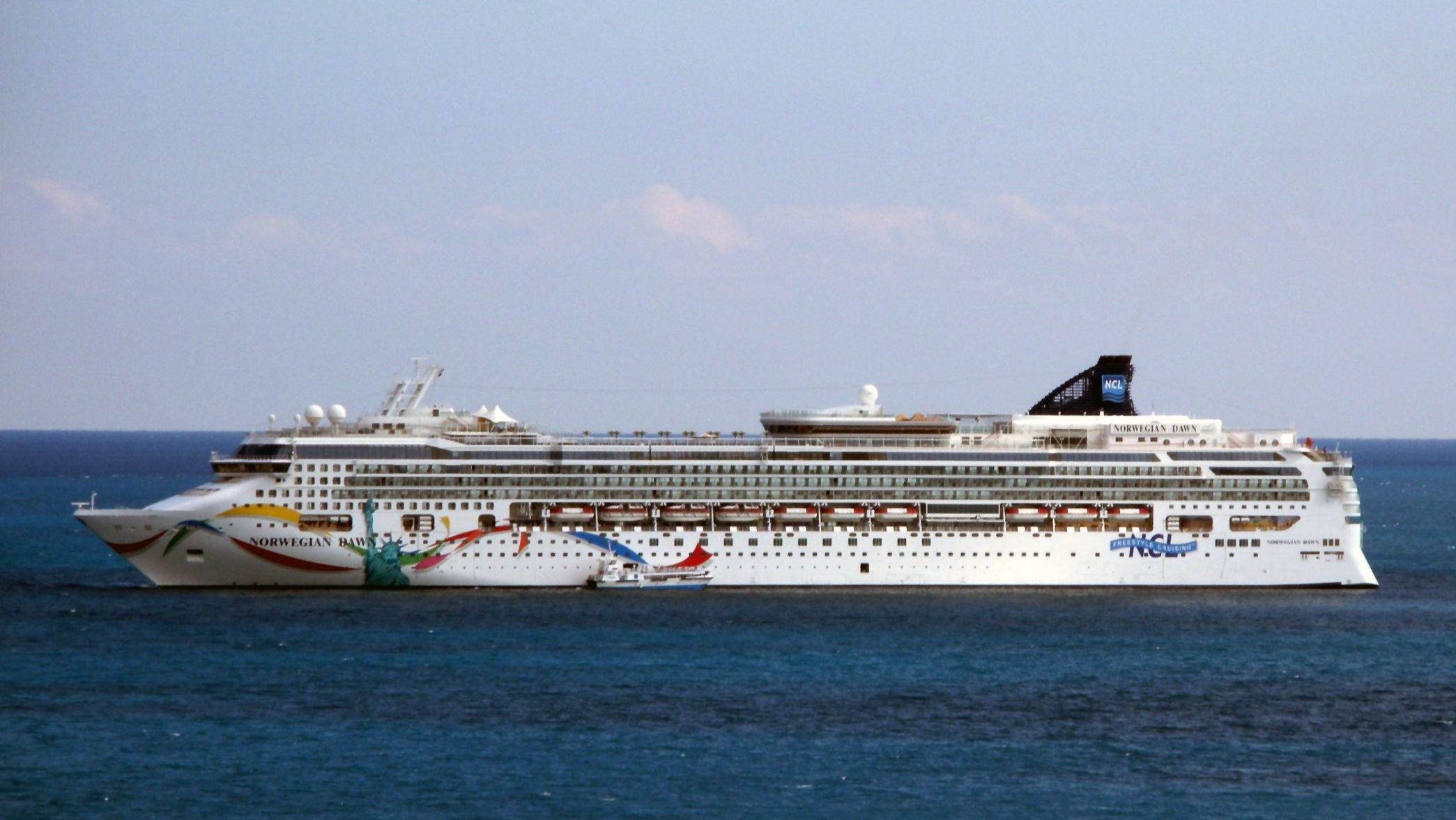
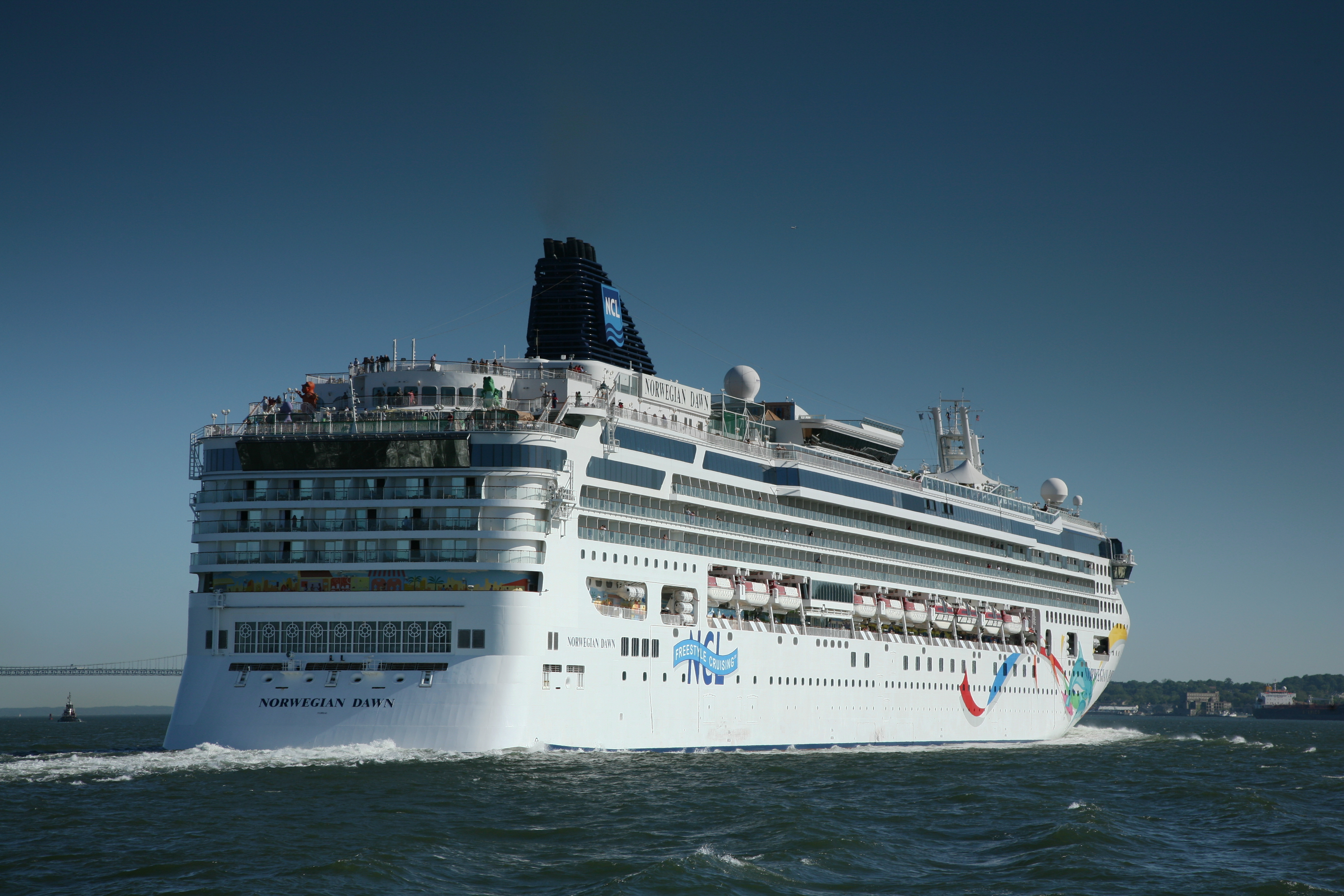
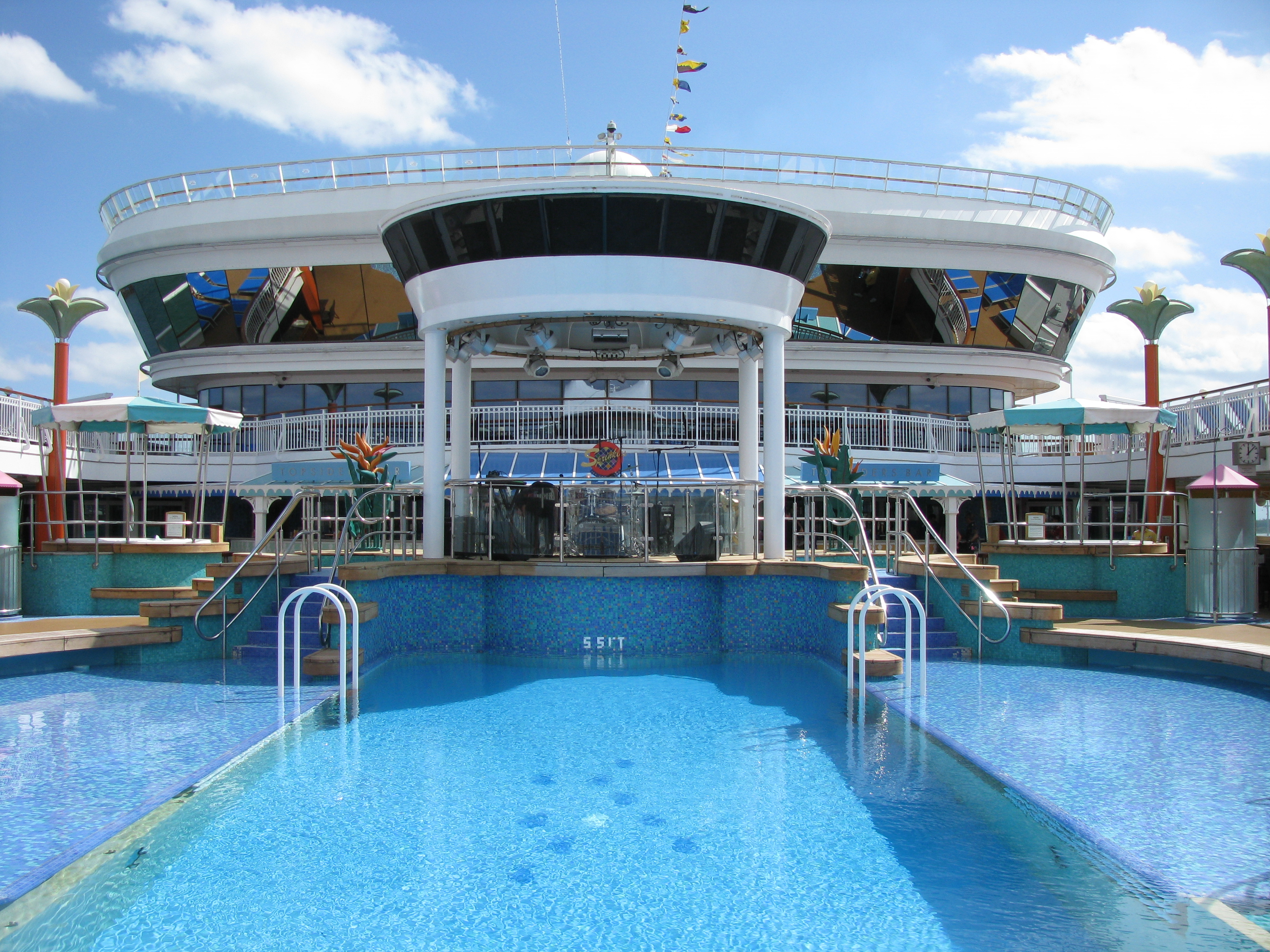
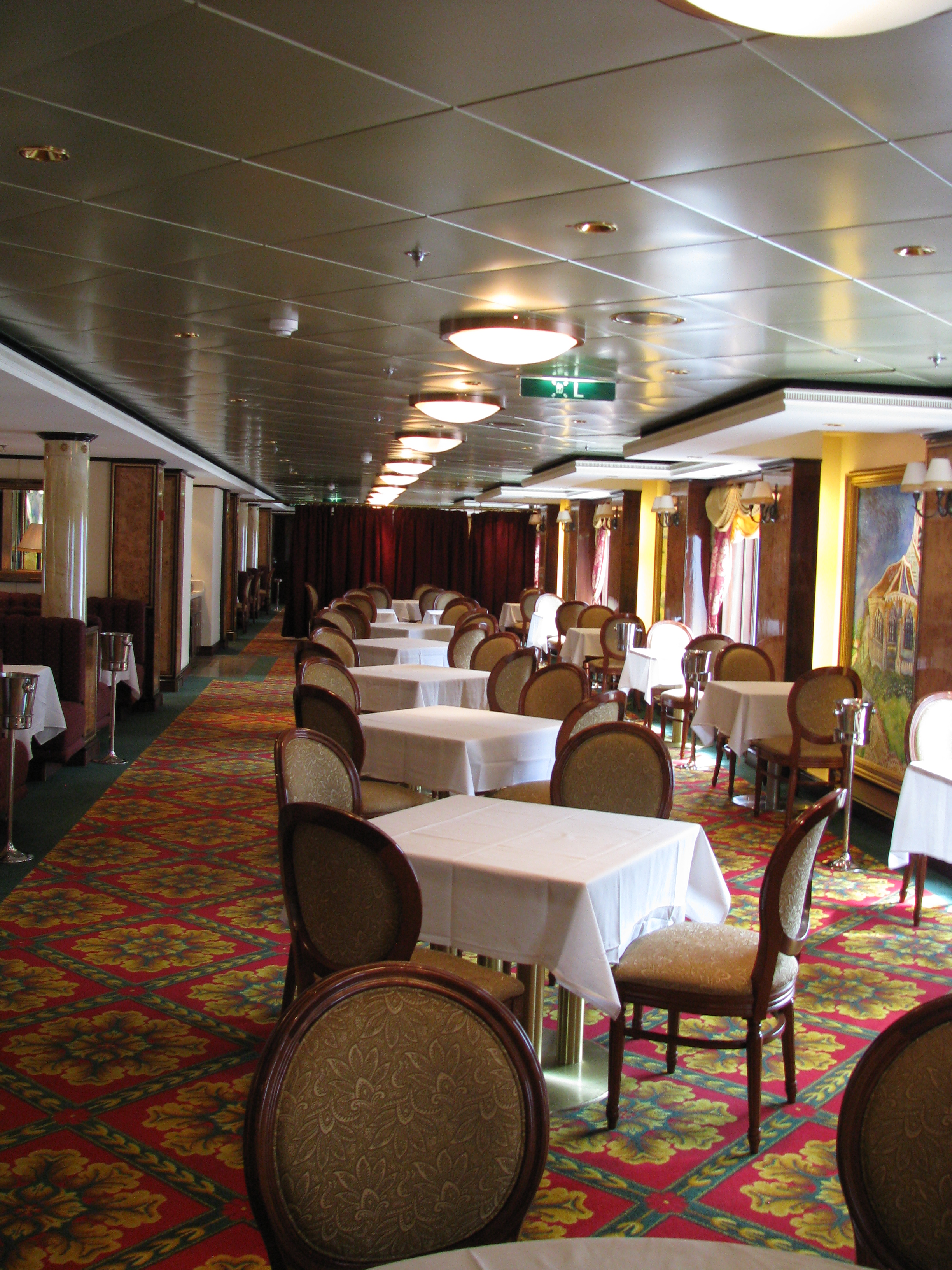
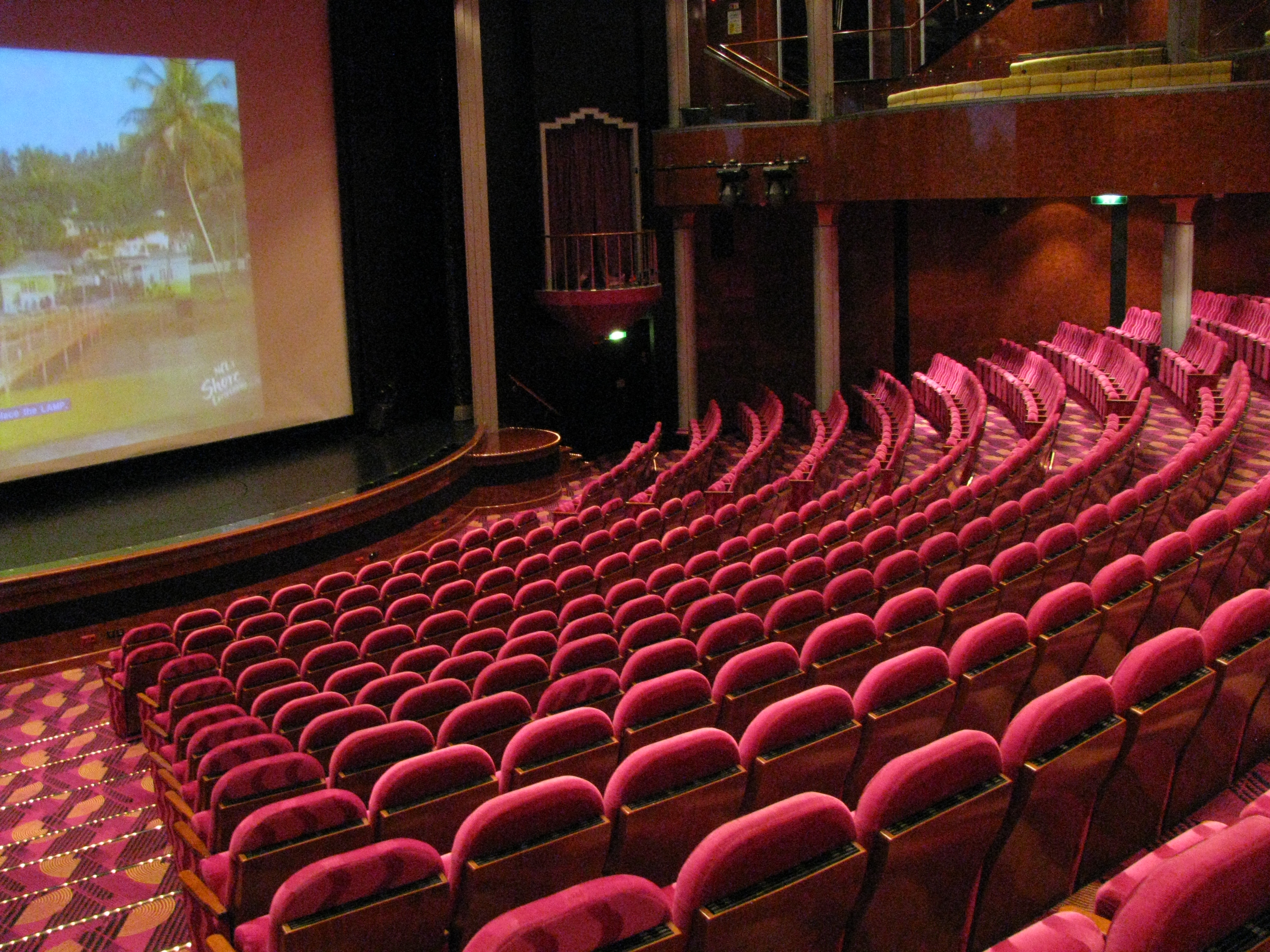